# Ospedale di Santa Maria di Loreto Nuovo
L'Ospedale Santa Maria di Loreto Nuovo, noto anche come Loreto Mare, è una struttura sanitaria pubblica situata in via Amerigo Vespucci, 15 a Napoli, nel quartiere della Ferrovia.

## Storia
L'ospedale fu costruito negli anni cinquanta del XX secolo per servire la parte orientale della città di Napoli, comprendendo le zone della Ferrovia, del Porto, del Mercato e altre aree periferiche.

## Organizzazione sanitaria
L'ospedale fa parte del circuito assistenziale dell'Azienda Sanitaria Locale Napoli 1 Centro e rientra nel Distretto Sanitario n. 31.
Fino ai primi anni del decennio 2010, la struttura operava come Dipartimento di Emergenza e Accettazione (DEA) di primo livello, accogliendo circa 70 000 persone all'anno ed effettuando circa 12 000 ricoveri.
Il 9 marzo 2020, durante la pandemia da SARS-CoV-2, l'ospedale fu trasformato in un Covid Hospital. La decisione fu annunciata dal governatore della Campania Vincenzo De Luca, che dichiarò l'intenzione di trasformare la struttura in dieci giorni in un ospedale dedicato alla lotta contro il virus.
La trasformazione comportò il trasferimento di unità operative e reparti verso altri presidi della ASL.
Durante la pandemia, l'ospedale ha subito diverse riconversioni tra struttura COVID e ospedale normale. Nel gennaio 2022, durante la quarta ondata, fu nuovamente trasformato in ospedale COVID con 50 posti di degenza.
La struttura è diretta da un Direttore Sanitario e da un Direttore Amministrativo nell'ambito dell'organizzazione dell'ASL Napoli 1 Centro.

## Servizi e reparti
L'ospedale dispone di:
- Pronto Soccorso
- Oncologia
- Diagnostica per immagini
- Ematologia
- Patologia clinica
- Neurochirurgia
- Rianimazione e terapia intensiva

L'ospedale dispone di posti letto per pazienti acuti, ricoveri in Day Hospital e Day Surgery, oltre a servizi ambulatoriali collegati alle unità operative presenti.